# 第22屆香港電影金像獎
第22屆香港電影金像獎（英語：22nd Hong Kong Film Awards）於2003年4月6日晚上8時30分在香港文化中心舉行，由曾志偉、岑建勳、朱茵、丘凱敏擔任司儀，並由倪秉郎擔任宣讀提名名單報幕員。

## 記者會
大會於2月18日舉行記者會，由金像獎協會主席張同祖、香港電臺助理廣播處長張文新及陳寶珠、曾志偉、羅蘭、陳果為本屆金像獎揭幕並宣佈入圍名單。

## 獎項統計
注：以下不含「最佳亞洲電影」之部分
| 數目 | 電影名稱                                                                     |
| 獲獎 |                                                                              |
| 7    | 無間道、英雄                                                                 |
| 1    | 見鬼、雙瞳、三更之回家、異度空間                                             |
| 提名 |                                                                              |
| 16   | 無間道                                                                       |
| 14   | 英雄                                                                         |
| 11   | 三更之回家                                                                   |
| 7    | 雙瞳                                                                         |
| 6    | 香港有個荷里活                                                               |
| 5    | 金雞、異度空間                                                               |
| 4    | 見鬼、天下無雙、想飛                                                         |
| 2    | 一碌蔗、天脈傳奇、賤精先生                                                   |
| 1    | 五月八月、走火槍、魂魄唔齊、夕陽天使、幽靈人間II鬼味人間、好心相愛、熱血青年 |

### 金像獎電影
| 電影       | 獎項                                                                                                 |
| ---------- | --- |
| 無間道     | 最佳電影、最佳導演、最佳編劇、最佳男主角、最佳男配角、最佳剪接、最佳原創電影歌曲                     |
| 見鬼       | 最佳女主角                                                                                           |
| 雙瞳       | 最佳女配角                                                                                           |
| 三更之回家 | 最佳新演員                                                                                           |
| 英雄       | 最佳攝影、最佳美術指導、最佳服裝造型設計、最佳動作設計、最佳原創電影音樂、最佳音響效果、最佳視覺效果 |
| 異度空間   | 傑出青年導演 (新晉導演前身)                                                                          |

## 表演環節
- 開場前，由曾志偉致辭，並由香港四大天王清唱剛於4月1日辭世的影壇巨星張國榮經典曲目《當年情》（電影《英雄本色》主題曲）。
- 特別環節向武俠電影致敬，並播放吳宇森、鄭佩佩、李仁港、董瑋、程小東的採訪片段。
- 獎項頒完後，由周潤發、譚詠麟談話勉勵港人，譚詠麟、李克勤帶領全場演唱鄧麗君《漫步人生路》為頒獎禮作結。

## 媒體播放
- 现场直播：香港無線電視翡翠台、香港電台第二台
- 录播：CCTV-6（本次是CCTV-6首次播出金像奖颁奖典礼，颁奖礼实况录像于当年4月25日播出）。

## 香港收视率
本届金像奖录得平均收视为24点。

## 記事
- 本屆金像獎《無間道》獲得16項提名，平了《臥虎藏龍》創下的提名記錄。
- 因SARS事件影響及張國榮突然離世，本屆金像獎頒獎典禮一度傳出延期，但最後決定如期舉行。頒獎禮取消了紅地毯環節，“星光大道”改為“愛心大道”，出席明星在簽到板上貼上“愛心”標記向醫護人員致敬。
- 大會原本邀請梅艷芳致開場白及頒發最佳新演員獎，著名導演陳凱歌和昆汀·塔伦蒂诺頒發最佳電影，但因種種原因未能成事。

## 外部連結
- 第二十二屆香港電影金像獎得獎名單新版 （页面存档备份，存于）
- 第二十二屆香港電影金像獎得獎名單舊版 （页面存档备份，存于）